# Sindicatos de Estados Unidos

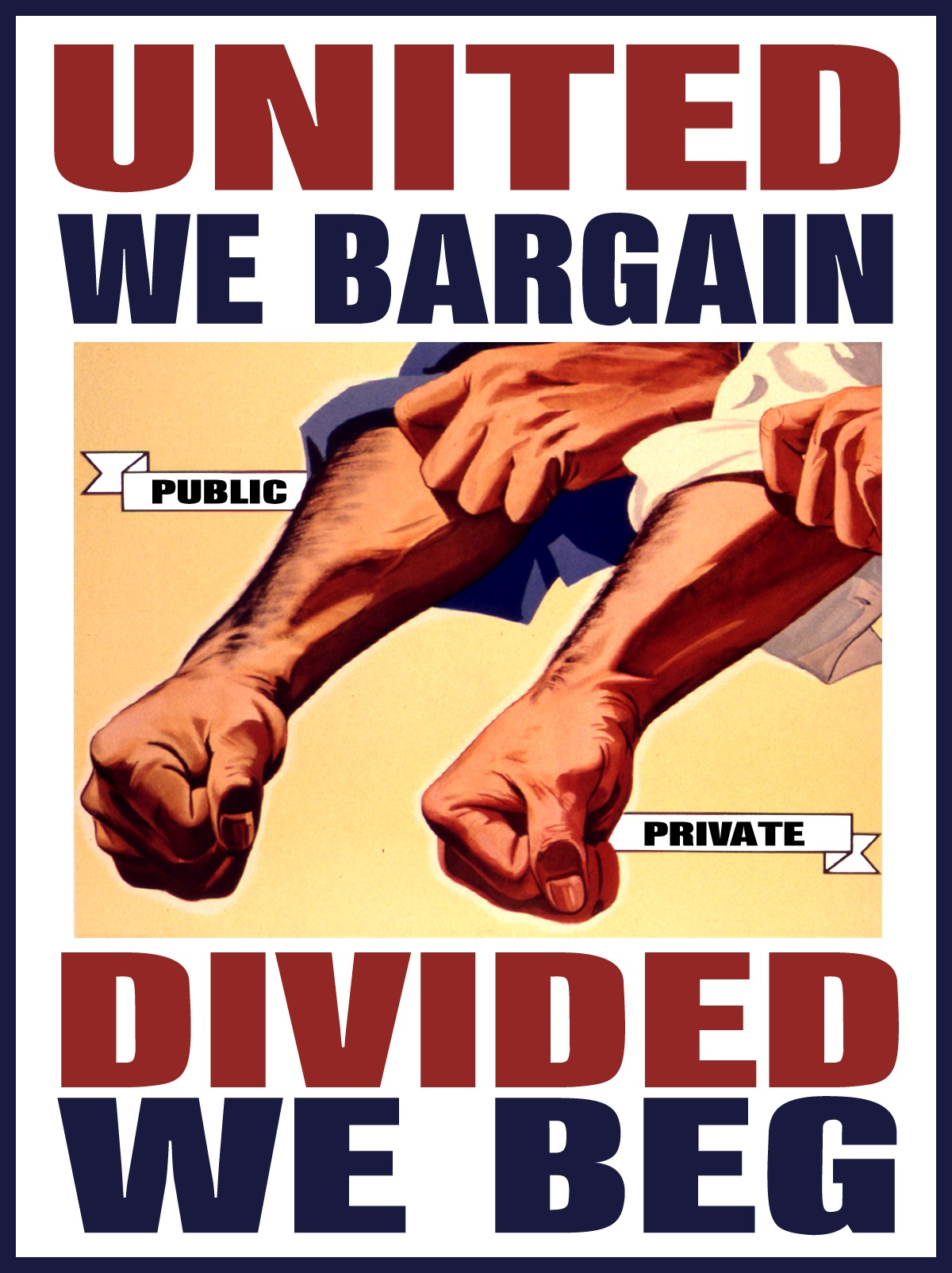
Cartel de protesta de los trabajadores con el lema "Unidos negociamos, divididos rogamos". El cartel sindical fue realizado en 2011 por DonkeyHotey.

Los sindicatos en los Estados Unidos son organizaciones que representan a trabajadores en muchas industrias reconocidas por la legislación laboral de los Estados Unidos. Su actividad hoy se centra en la negociación colectiva sobre los salarios, beneficios y condiciones de trabajo para sus miembros y en la representación de sus miembros en las disputas con la administración sobre las violaciones de las disposiciones contractuales. Los sindicatos más grandes también suelen participar en actividades de cabildeo y campañas electorales a nivel estatal y federal.
La mayoría de los sindicatos en los Estados Unidos están alineados con una de las dos organizaciones paraguas más grandes: la AFL-CIO creada en 1955 y la Federación Change to Win que se separó de la AFL-CIO en 2005. Ambas defienden políticas y legislación en nombre de los trabajadores en los Estados Unidos y Canadá, y toman un papel activo en la política. La AFL-CIO está especialmente preocupada por los problemas del comercio mundial.
En 2016, había 14,6 millones de miembros en los Estados Unidos, frente a los 17,7 millones en 1983. El porcentaje de trabajadores pertenecientes a un sindicato en los Estados Unidos (o "densidad total" sindical) era del 10,7%, frente al 20,1% en 1983. La membresía sindical en el sector privado ha caído por debajo del 7%, niveles no vistos desde 1932. Desde una perspectiva global, la densidad en 2013 fue del 7.7% en Francia, 18.1% en Alemania, 27.1% en Canadá y 88.9% en Islandia, que actualmente es el más alto dentro de las principales naciones industrializadas. El único país superior es el Estado de la Ciudad del Vaticano, que está 100% sindicalizado entre sus empleados laicos.
En el siglo XXI, los sindicatos más destacados se encuentran entre los empleados del sector público, como los empleados de la ciudad, los empleados del gobierno, los maestros y la policía. Los miembros de los sindicatos son desproporcionadamente mayores, hombres y residentes del noreste, el medio oeste y California. Los trabajadores sindicalizados ganan entre un 10% y un 30% más de sueldo que los no sindicalizados en los Estados Unidos después de controlar las características individuales, laborales y del mercado de trabajo.
Aunque son mucho más pequeños en comparación con su membresía máxima en la década de 1950, los sindicatos estadounidenses siguen siendo un factor político, tanto mediante la movilización de sus propias membresías como a través de coaliciones con organizaciones activistas de ideas afines sobre temas como derechos de inmigrantes, política comercial, atención médica y campañas salariales. De especial preocupación son los esfuerzos de las ciudades y los estados para reducir las obligaciones de pensión que se deben a los trabajadores sindicalizados que se jubilan en el futuro. Los republicanos elegidos con el apoyo del Tea Party en 2010, el gobernador Scott Walker de Wisconsin, lanzaron grandes esfuerzos contra los sindicatos del sector público debido en parte a las obligaciones de pensiones del gobierno estatal (aunque la pensión estatal de Wisconsin es 100% financiada) junto con la alegación de que los sindicatos son muy poderosos. Los estados con niveles más altos de afiliación sindical tienden a tener mayores ingresos medios y niveles de vida. Los estudiosos y el Fondo Monetario Internacional afirman que la creciente desigualdad de ingresos en los Estados Unidos es directamente atribuible a la disminución del movimiento obrero y la afiliación sindical.